# Piperci
Piperci (en serbe cyrillique : Пиперци) est un village de Bosnie-Herzégovine. Il est situé sur le territoire de la ville de Bijeljina et dans la république serbe de Bosnie. Selon les premiers résultats du recensement bosnien de 2013, il compte 209 habitants.

## Géographie
Le village est situé à la limite de la République serbe de Bosnie et du district de Brčko, sur les bords de la rivière Lukavac et de la rivière Lukavac (Gnjica).

## Démographie

### Évolution historique de la population dans la localité
| 1948 | 1953 | 1961 | 1971 | 1981 | 1991 | 2013 |
| ---- | ---- | ---- | ---- | ---- | ---- | ---- |
| 445  | 457  | 489  | 476  | 462  | 386  | 209  |

|  |